# Goniophthalmus frontoides
Goniophthalmus frontoides là một loài ruồi trong họ Tachinidae.